# Traboch
Traboch est une commune autrichienne du district de Leoben en Styrie.